# Каракалпаки
Каракалпа́ки (самоназва кар. Qaraqalpaqlar, қарақалпақлар, каракалпак — «чорний ковпак») — тюркський народ (кипчацької мовної підгрупи) у Середній Азії. В середині XIII століття монголи завоювавши Русь з навколишнім степом, переселили Чорних клобуків до Приаралля. Сучасні каракалпаки, що мешкають у низов'ях Амудар’ї є прямими нащадками Чорних клобуків.
Розмовляють каракалпацькою мовою. Писемність на основі латиниці (до 1996 — кирилиці). Віруючі — мусульмани-суніти. Загальна чисельність оцінюється до 600 тис. осіб.
Основним районом мешкання є автономна республіка Каракалпакстан на півночі Узбекистану в дельті Амудар'ї (від 390 тис. до 500 тис.). Невелика частина каракалпаків мешкає також у Хивинській оазі і Ферганській долині, в Туркменістані, а також у Казахстані (в основному в Мангистауській області).

Державний Прапор Каракалпакстану.
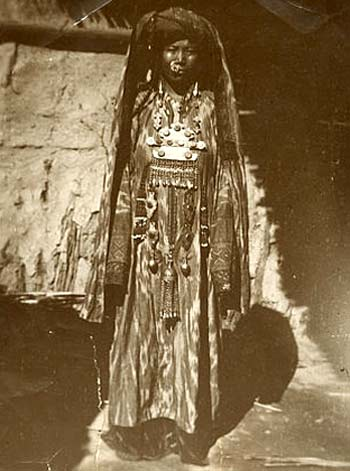
Замужня жінка. Каракалпаки. Хорезмська оаза. Поч. XX ст. Фонди РЕМ.
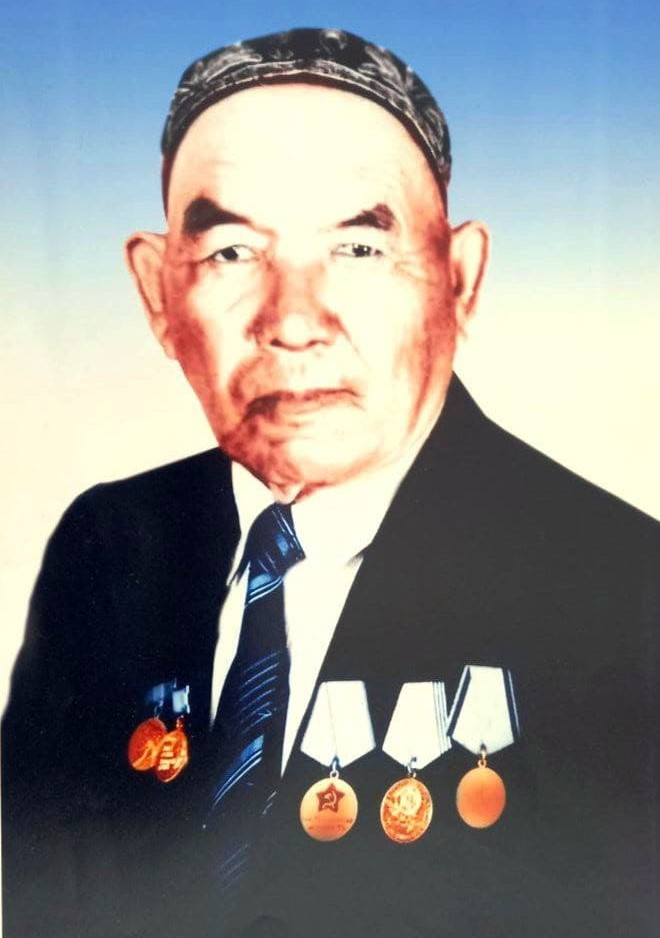
Шамурат Отемуратов каракалпацький актор. Народний артист Узбекистану (1979).
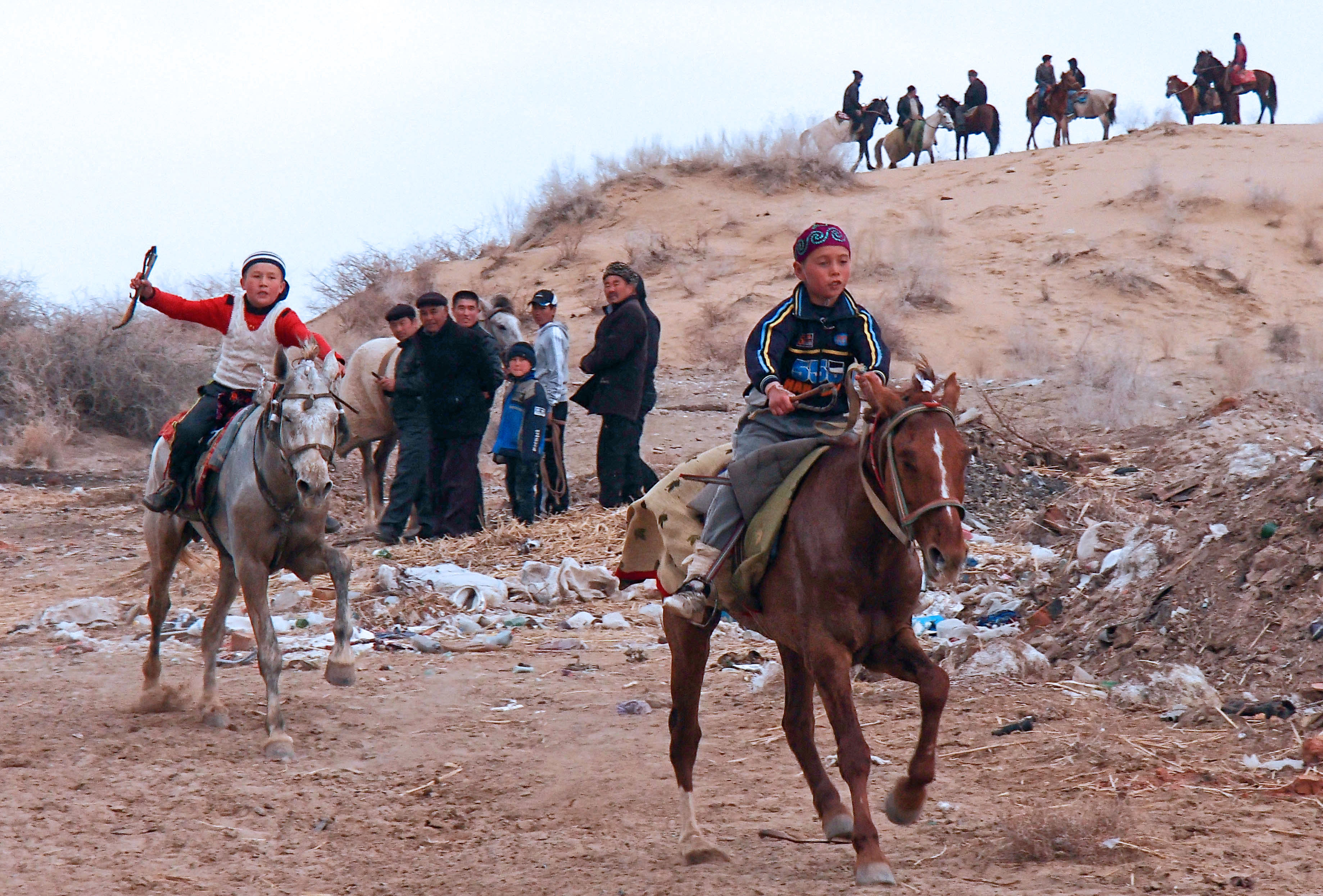
Гонки в Тахткопірі на конях, Каракалпакстан, Узбекистан.
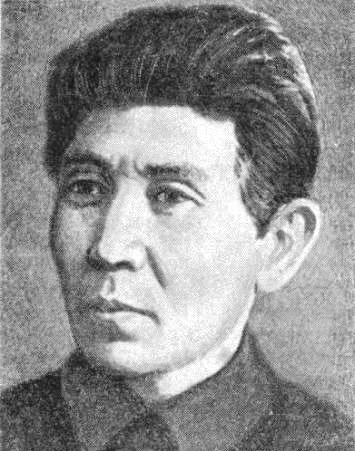
Досназаров, Аллаяр Коразович (1896-1937) - партійний-політичний та державний діяч Каракалпакстану.
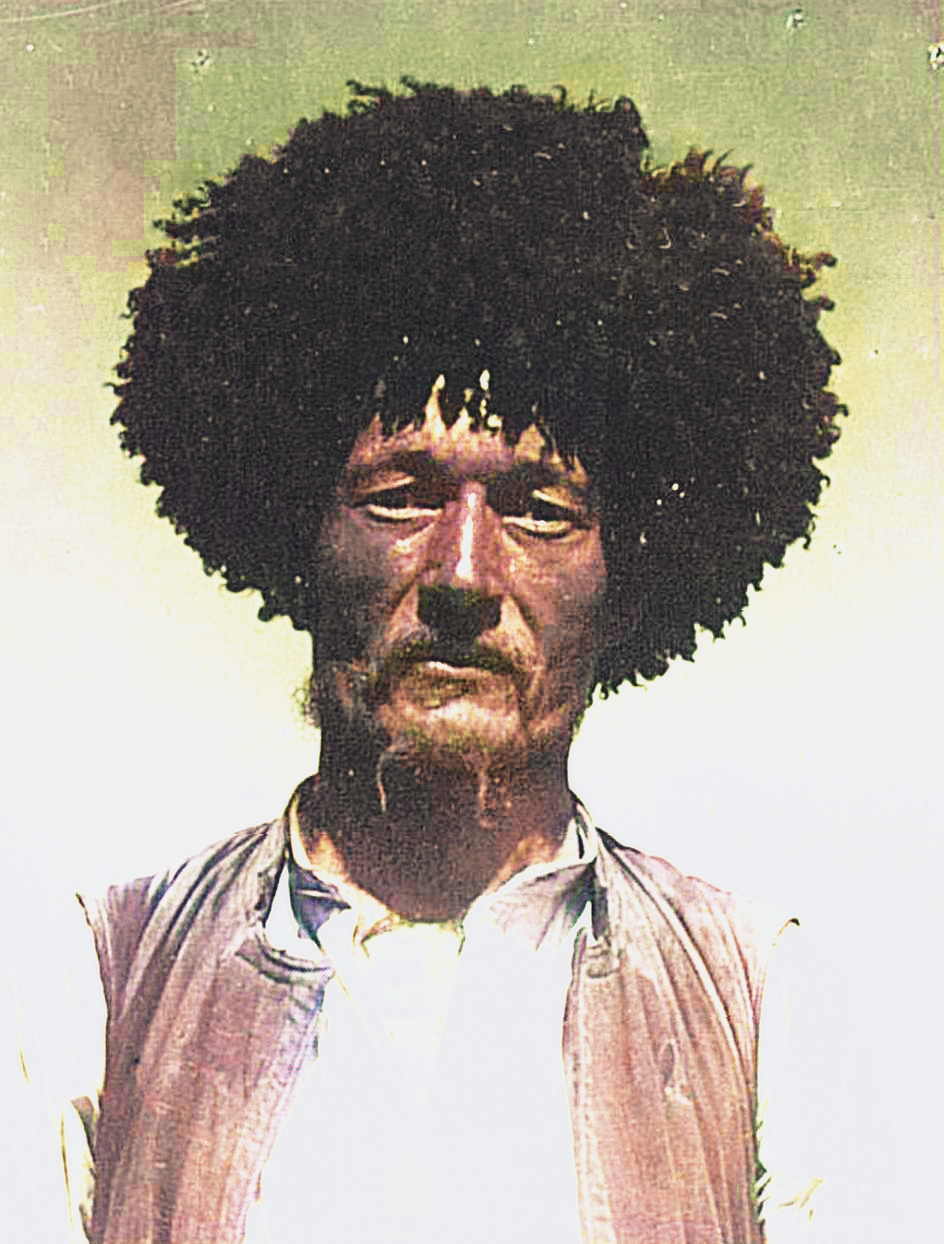
Каракалпак Узбекистану, до 1928 р.; Антропологічна фотографія; середнього віку каракалпацький тип людини, аул Тахта-Купірського району, Узбекистан.
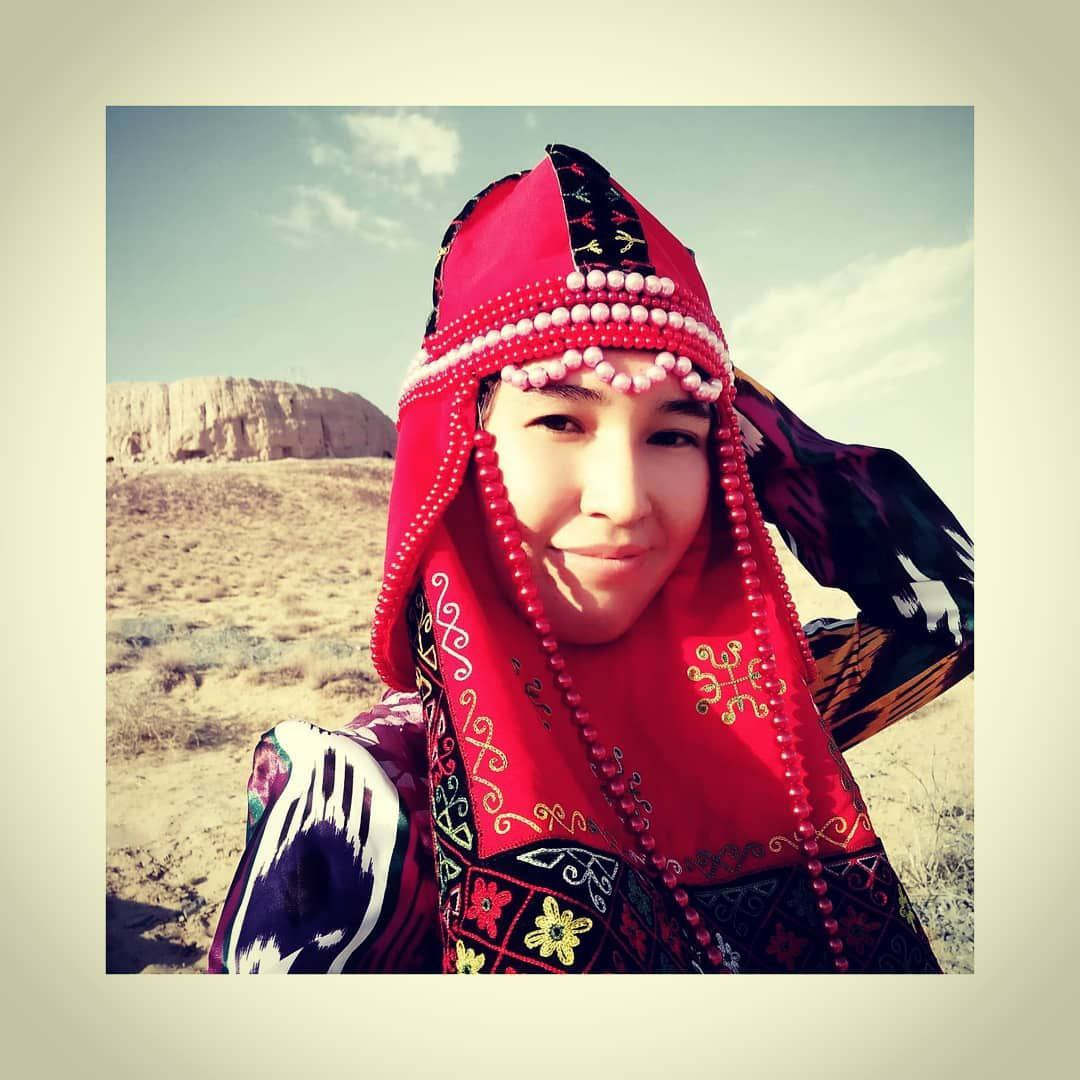
Каракалпачка у національному одязі.
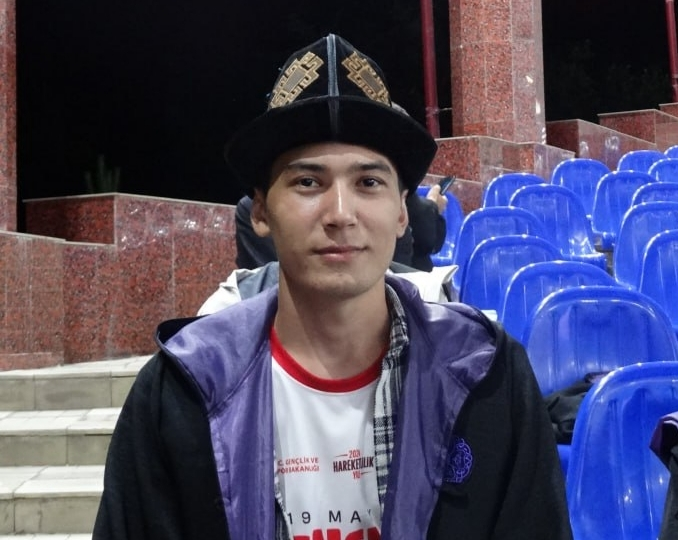
Camp Wiki Hogwarts 2024. Червень, Ташкент чоловік у національному капелюсі.
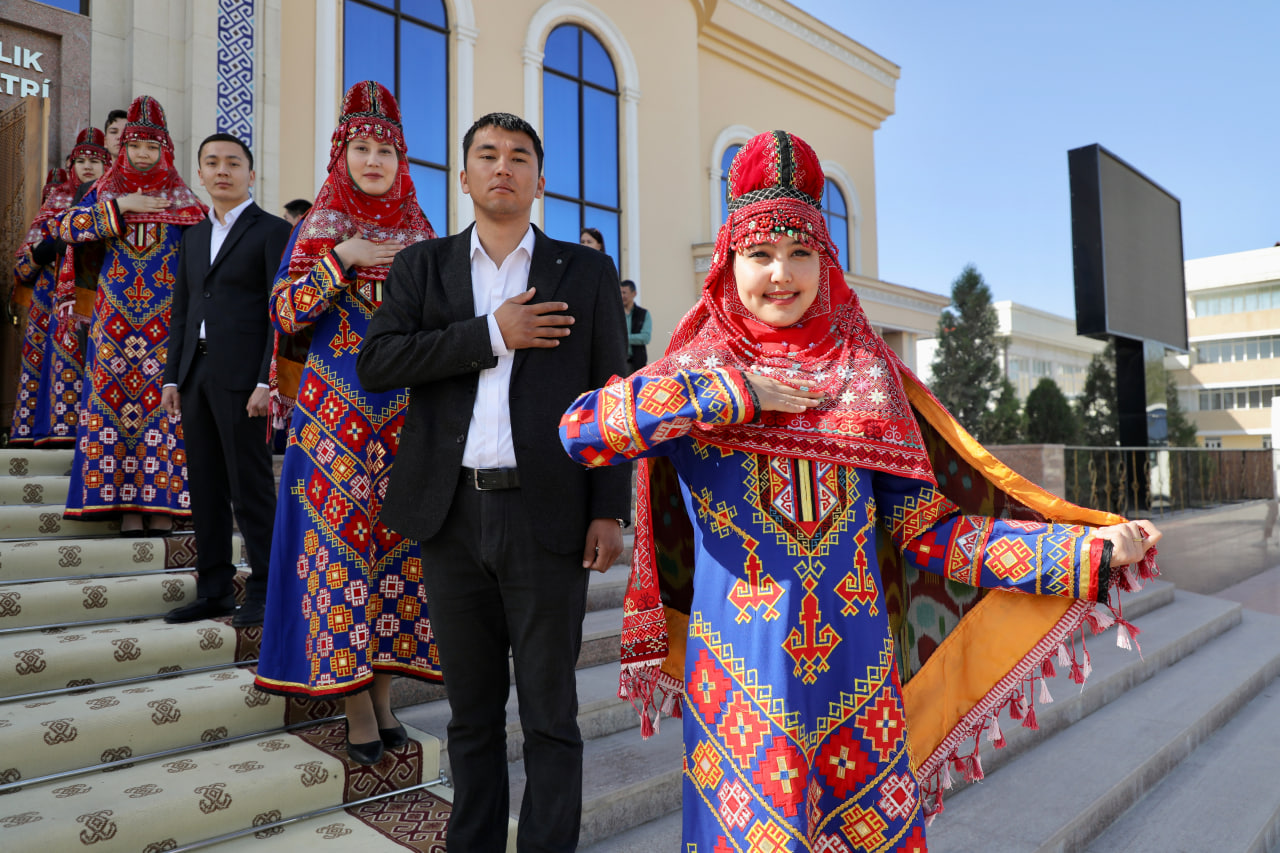
Міжнародна конференція «Посли доброї волі Пріаралья» 2024
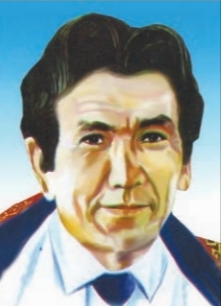
Ібрагім Юсупов каракалпакський поет письменик публіцист драматург Герой Узбекістану (2004) Автор тексту гімну Республіки Каракалпакстан.